# Izvoru Dulce (Beceni), Buzău
Izvoru Dulce este un sat în comuna Beceni din județul Buzău, Muntenia, România. Se află în zona de deal a Subcarpaților de Curbură, pe valea Slănicului. Numele  satului provine de la izvorul ce imparte satul in doua: partea de nord catre Carpinistea- Beceni numita " pe pod" deoarece se urca o panta serpuita iar relieful arata precum un pod  ( in viziune exagerat fortata). Cealalta parte a satului e cunoscuta ca "pe Lunca" si contine zona din jurul Scolii Generale si de,a lungul drumului judetean. Izvorul ce traverseaza satul se numeste "dulce" ca sinonim arhaic pentru "potabil". Deci acest izvor are apa potabila, este un izvor dulce opus fata de un izvor nepotabil, sarat. Izvorul se varsa in paraul Slanic ce curge din Muntii de Sare deci avand apa nepotabila. De-a lungul izvorului, in apropierea satului se afla o sursa de apa potabila ce curge continuu si se varsa in Izvor. Aceasa sursa de apa este cunoscuta local ca "la vana" - precum arhaicul vana ( de la vena sanguina)  de apa. Locuitorii de "pe pod" folosesc aceasta apa pentru anumite calitati in spalarea rufelor dar se spune si pentru anumite afectiuni ale stomacului apa continand lut rezidual. Testul oficial a unei probe de la aceasta sursa la Sanepid in anii 2000, a evidentiat natura potabila fara substane nocive. "Vana" a ramas astfel in folosinta.
In perioada 1970-1990 agricultura a reprezentat o sursa importanta de subzistenta pentru un procent considerabil al locuitorilor, prin sistemul comunist de C.A.P. dar si prin loturile (limitate in marime) exclusiv in folosinta locuitorilor. Culturile populare in zona erau Vita de vie pentru vin dar si soiuri pentru masa, Porumbul, cartofii, grau si secara dar si zone cu iarba furajera si lucerna. Loturile in folosinta privata erau de obicei cultivate cu vita de vie, porumb sau fasole. Local a existat si o ferma de vaci construita majoritar prin "munca voluntara" a mesterilor din sat. Domeniul agricol al satului se intindea in 3 puncte cardinale in jurul localitatii: dealul Balaurului pe latura vestica, "Valea Hotarului" pe latura Nord Estica si "Moldoveanca" pe latura de Est. In particular dealul Balaurului are o poveste interesanta pentru sursa numelui. Cu mult, mult timp in urma se spune ca ceea ce sunt astazi Vulcanii Noroiosi, erau vulcani activi ce periodic explodau zgomotos , oamenii din satele indepartate de la baza dealului, ce auzeau explozia vulcanului le spuneau copiilor ca acolo pe acel deal locuieste un Balaur care urla atunci cand un copil nu este cuminte si vrea sa il manance. Asa i,a ramas numele dealul Balaurului. In prezent din domeniul agricol numai aproximativ 1% mai este cultivat si asta fara interesul pentru roadele pamantului ci doare pentru a primi fondurile de stimulare de la Uniunea Europeana. Motivul declinului agriculturii il reprezinta migrarea tinerilor catre orase si strainatate ceea ce a determinat necultivarea multor terenuri si concomitent cresterea populatiei de porci mistreti din zona cumoscuti pentru puterea destructiva a culturilor. In perioada '70 -'90 porcii mistreti erau vanati si astfel culturile agricole nu sufereau mult.
In ultimii ani ai regimului comunist, in virtutea programului de urbanizare a localitatilor si de extindere a domeniului agricol, s,a decis la nivel de Partid ca partea satului "pe Pod" sa fie stramutata pe "Lunca" unde urmau a se construi blocuri cu 3 sau 4 nivele pentru familiile stramutate asa cum la Beceni se construisera deja blocuri. Pe Pod urma a fi doar teren agricol. Exista si un suport stiintific rational pentru acest plan: terenul "pe Pod" era instabil dovedit nu numai de echipele aduse sa investigheze dar si de realitatea temeliilor crapate a multor case si chiar surparea unora. Planul de urbanizare nu a ajuns sa fie pus in practica iar astazi casele au ramas. 
O alta amintire a copilariei anilor 80 este mirosul de bitum- soseaua judeteana era asfaltata cam la 5 ani mai ales in vacante cu copii asistand fascinati la procesul de asfaltare. Traficul in zona consta in camioane de livrare si aprovizionare a Fabricilor Chimica si Filatura din Beceni dar si a explorarilor forestiere din zona de munte Bisoca .
Un loc aparte in istoria satului Izvoru Dulce il reprezinta vatra satului, locul unde s,a intemeiat satul. Aceasta zona este cunoscuta ca "Satul 'al Mare" si se afla la un km de drumul judetean, accesibil pe un drum greu cu pietre neprietenoase pentru rotile masinilor delicate, drum care strabate o ravina abrupta si infricosatoare dar care ofera o priveliste superba asupra vaii Slanicului. In Satu 'al Mare a existat prima scoala a satului cu doar o incapere, cladire ce nu a rezistat timpului. 
Naveta la oras pentru locuri de munca in industrie a fost parte din  viata multor locuitori ai satului. A "prinde" un autobuz era loteria zilei deoarece autobuzele erau mereu supra aglomerate si deseori nu opreau in statie din aceasta cauza sau din gusturile personale a unor soferi abuzivi de autobuz. Cea mai sigura sursa de transport catre oras era "Conventia" cum era numita cursa de autobuz ce pleca chiar din sat la ora 5am cu randul incepand a se forma inca de la ora 4 am cu cei ce doreau sa ocupe un loc pe scaun pentru cursa de o ora pana la orasul Buzau. Deci chiar daca programarea la doctor sau treaba in oras era dupa amiaza, oamenii plecau de la ora 5am pentru a fi siguri ca ajung.  O alta categorie a locuitorilor ce faceau naveta la oras erau elevii care au preferat un liceu industrial sau teoretic, celui Agricol din comuna Beceni, desi mai aproape de sat. 
Biserica ortodoxa din sat se afla "pe Pod" si este vizibila de la intrarea in sat pe drumul national dinspre Buzau. Biserica a reprezentat centrul spiritual al comunitatii si a beneficiat de lungul timpului de preoti dedicati ce au contribuit la linistea comunitatii prin predici relevante pe intelesul oamenilor dar si printr,o voce calda si armonioasa. Teii inalti si stufosi din curtea bisericii  creau o aroma celesta in perioada de inflorire demna de invidia teilor lui Eminescu din Copoul Iasului. Cand teii erau in floare, multi locuitori de adunau in curtea biserii pentru a aduna flori de tei pentru ceai. Barbati tineri si curajosi se urcau in teii grosi si inalti si rupeau crengute cu flori aruncandu,le jos pentru a fi culese. Copii erau adusi de mame pentru a ajuta la culesul florilor de tei, ce dupa ce se uscau serveau la fierberea ceaiului de tei ce impreuna cu biscuiti simpli reprezentau masa de dimineata pentru multi copii din acea perioada, inainte de amerge la scoala in timpul anului scolar sau inainte de a merge cu animalele la pascut pe timpul vacantei.
Scoala din sat de marime modesta a format multe generatii de oameni de nadejde pana la clasa a 8,a. Invatatori dedicati ce si,au lasat amprenta pe viitorul multor copii ai satului au tocit pragul scolii an de an. Printre dumnealor numesc pe Domnul Dumitru Gelu, Doamna Dumitru Maria, Doamna Samoila Gela, Domnul si Doamna Pintilie, Domnul Gadiuta si multi altii a caror nume au palit in memorie dar a caror chip si stradanie raman proaspete in mintea multora, poate si a ta celui ce citesti. Diminetile de iarna atrageau elevii si invatatorii la soba de lemne ce timid se incalzea si transfera caldura mainilor inghetate pe stilou. Mirosul de motorina este parte a memorie acelor ani cand dusumeaua claselor era mentinuta cu acest combustibil ce se imbiba in lemn si astfel rezista apei aduse pe ghete inauntru. Copii a caror parinti erau soferi, era "rugati" sa aduca motorina pentru acest scop, deci nu era un sistem oficial care sa suplineasca scoala cu acest articol.  Caminul cultural a reprezentat un loc drag deopotriva copiilor dar si parintilor: parintilor pentru serbarile de sfarsit de an unde copii dumnealor cantau sau recitau poezii, iar pentru copii deoarece aici se putea viziona filme vestice, indiene sau romanesti, Sambata seara contra a 5 lei. Desigur intreruperea curentului in timpul filmului era o catastrofa si a contribuit la opinia generala impotriva regimului comunist.
Divertismentul pentru copii era format de joaca in echipe de fotbal sau alte jocuri ce includeau si fetele dar si mersul cu bicicleta , scaldatul in paraul Slanic sau pescuitul cu mainile pe sub pietre sau "clisani". In lipsa programelor la tv si a jucariilor electronice, joaca in aer liber era dorita iar copii oftau si erau rezistenti cand mamele ii chemau la masa la pranz sau seara. Aceste activitati ale copilariei  contribuie paradoxal la amplificarea conflictului contemporan dintre generatii cu copii nostrii ai secolul XXI , pentru care electronicele si peretii camerei lor reprezinta mediul favorit.
Obiceiurile traditionale de Craciun si Anul Nou, au rezistat pana in prezent desi diluate in esenta prin ravna copiilor colindatori pentru a strange bani mai degraba decat a transmite un mesaj de suflet comunitatii. Interesant in acest sens, colindele in Izvoru Dulce si satele invecinate, erau decalate - daca in Izvoru se merge seara, la Carpinistea se mergea a doua zi dimineata. Asa ca cei intreprinzatori mergeau cu colindul in ambele sate pentru a strange mai multi bani. Locuitorii satului insa nu prea bineveneau copii ce nu ii cunosteau si chiar ii izgoneau stiind ca nu sunt din satul lor. Da, exista aceasta discriminare probabil din instinctul comunitar de apartenenta.
In prezent populația este in declin cu generațiile tinere preferând orașele mari sau diaspora. Impactul materialist al societății se resimte si aici prin scăderea valorilor spirituale, morale si de comunitate.